# WAになっておどろう
「WAになっておどろう」（わになっておどろう）は、1997年4月・5月にNHKのテレビ番組『みんなのうた』で放送された楽曲。
同年5月21日、オリジナル演奏のAGHARTAがシングルCDを発売した後、7月9日にV6が7枚目のシングルとして発売。その他にも多くのアーティストによってカバーされた。発売翌年1998年に行われた長野オリンピックの公式キャラクターである、スノーレッツのテーマソングになっている。

## 『みんなのうた』での放送

### 放送スケジュール
1997年4月・5月の新曲として放送。番組での曲名は「WAになっておどろう 〜イレ アイエ〜」。『みんなのうた』初の5分間の放送枠を1曲で歌い切る「ロングバージョン」作品。内幸町時代で1972年6月・7月に放送した『空に小鳥がいなくなった日』以来、25年ぶりである。
放送直後から、NHKには膨大な量のリクエストや問合が殺到。これに対応して番組では1997年8月・9月に再放送を実施。『みんなのうた』で初回放送後2回目のタイミングで再放送を行うのは、リクエストが殺到した時に限られており、極めて稀有。この再放送においては、TVでの再放送枠をこの曲が独占する破格の扱いとなった（TVでの再放送がある月としては、この作品が1980年以降唯一）。
再放送は続く10月・11月にも行われ、長野オリンピックのマスコットキャラクター・スノーレッツのテーマソングに採用されたことを受け、オリンピック開催期間中の1998年2月・3月、12月も行われた。この時は再びTV再放送枠をこの曲が独占する扱いとなった。閉会式ではAGHARTAが長大なセッションを披露した。
1997年12月時点で、この曲に関し子供や母親から500通もの葉書や手紙がNHKに届いた。

#### 再放送
▲マークはラジオのみでの再放送
- 1997年8月 - 9月
- 1997年10月 - 11月
- 1998年2月 - 3月
- 1998年8月 - 9月[要検証 – ノート]
- 1998年12月 - 1999年1月[要検証 – ノート]
- 1999年2月 - 3月▲
- 2000年8月 - 9月▲
- 2004年8月 - 9月※この放送より、映像の一部に修正がかけられた。
- 2010年8月 - 9月
- 2018年12月7日・2019年1月4日（リクエスト）
- 2021年2月5日・12日
- 2025年6月 - 7月

### 音源・映像
演奏はオリジナルのアーティストであるAGHARTAが担当、映像はNHK番組スタッフが製作(放送映像に製作者クレジットは非表示)、スタジオでの子供たちの踊りに世界各国の民族舞踊などを織り込んだものを使用。独特のキャラクターが曲に合わせ踊る3DCGを全面的に採用した点も映像の特徴。
2004年8月 - 9月の再放送において、映像の演出で光の点滅が含まれている部分にスロー修正が施され、以降の再放送等でも映像の一部分が低速したものを放送している。これは1997年に発生したポケモンショックの影響による修正と思われる。

## 楽曲
「みんなのうた」1997年8月・9月の番組テキストには、作詞・作曲を担当した「長万部太郎」こと角松敏生のインタビューが、顔写真付で掲載（当時の番組テキストとして極めて異例の対応）。このテキストには、作品の公式振付も掲載されたが、番組テキストで映像の振付が紹介されたのも本作が初。
それによると、この楽曲ではリズムを重要視して作られたことがうかがえる。「みんなのうた」という番組の特質にあわせ、子供からお年寄りまで幅広い世代の人々に親しんでもらえるよう、「どんなテンポでも踊れるようにした（テキストから引用）」。ゆったりしたテンポの16ビートをリズムの基礎に据えることで、速い踊り・遅い踊り、どちらでも曲にあわせられるような工夫がなされている。
視聴者から質問の多かったサブタイトルの「イレ アイエ」は、アフリカのヨルバ語で「魂の家」という意味であることを明かしている。「それは無理に分からせるものではなく、ふと疑問に思った人が『イレ アイエって何ですか』と聞いてくれるだけで意味がある」と語っている。
歌詞の冒頭にある「うじゃけた」とは、態度や身なりがだらしなく崩れている様を指す言葉だが、一部の国語辞典しか載っていない。『精選版日本国語大辞典』では「うじゃじゃける」として載っており、江戸時代から用例のある古い語であることが判る。

## AGHARTA版
1997年5月21日に発売されたAGHARTAのシングルCD（発売元：avex ideak、CTDR-29000）では、タイトルが「ILE AIYE〜WAになっておどろう〜」となっている。
1曲目に「WAになっておどろう〜イレ アイエ〜」（NHK みんなのうた VERSION）、2曲目に「ILE AIYE〜WAになっておどろう」が収録、アレンジが異なる。1曲目はテレビ放映用編集テイク、2曲目が通常シングル曲。長野オリンピック閉会式における同大会公式テーマソングとしてステージでAGHARTAとして演奏したテイクは、2曲目。
1. WAになっておどろう〜イレ アイエ〜 (NHK みんなのうたヴァージョン)
  - 作詞・作曲：長万部太郎　編曲：AGHARTA
2. ILE AIYE〜WAになっておどろう
  - 作詞・作曲：長万部太郎　編曲：AGHARTA
3. INSTRUMENTAL　※ CD-EXTRA仕様

1999年8月21日発売アルバム「REVENGE OF AGHARTA」（発売元：IDEAK）にはライブ・バージョンさながらパーカッショニストを増員、イントロもライブに準じたバージョンが収録されているが歌い出し以降の展開はテレビ版とほぼ同じ。ライブ版に準じたフルサイズバージョンのスタジオ音源は未発表。

## V6版

### 解説
シングルバージョンを聴けるのは、当CDシングルのみである。
2014年にV6がNHK紅白歌合戦に初出場した際に本楽曲を披露。2016年の紅白でも披露。
坂本昌行と森田剛にソロパートがある。一曲を通じ、ほぼ全員で歌唱。
V6バージョンは『みんなのうた』で使用されなかったが、のちにV6のオリジナル曲である『太陽と月のこどもたち』と『素敵な夜』が『みんなのうた』で放送された。
オリコンチャート2位。2022年4月17日時点の累計売上枚数は約52.3万枚（オリコン調べ）であり、V6のシングルでは『愛なんだ』、『MUSIC FOR THE PEOPLE』に次いで3番目に売上が多い。
メンバーの井ノ原快彦は「V6の代表曲の1つ」と答えている。井ノ原は、あの時なぜ歌うことになったのか本当によくわからないが、他に歌おうとしてた曲があった中でスタッフにこの曲も提案されたそうで、AGHARTAが歌い発売も決まっていたが、メンバーが『これだ！』と意見が一致し、V6も歌うことになったそうである。

### 収録曲
1. WAになっておどろう [4:58]
作詞・作曲：長万部太郎
編曲：星野靖彦
2. WHAT'S COOL? [5:04] - Coming Century
作詞：三宅健
作曲：野田浩平
編曲：星野靖彦
3. WAになっておどろう（カラオケ）
4. WHAT'S COOL?（カラオケ）

### 「WAになっておどろう」のバージョン違い
- WAになっておどろう（NEW ALBUM MIX）
編曲：上野圭市
  - 2ndアルバム『NATURE RHYTHM』、1stベストアルバム『Very best』収録アルバム・バージョン、冒頭にオリジナル歌手のAGHARTAの電子コーラスが流用されている。2ndアルバム発売当初テレビの音楽番組・ライブでの披露の際、当バージョンとSVb バージョンを混合したバージョンが使用。
- WAになっておどろう（SVb Version）
  - 3rdベストアルバム『SUPER Very best』収録新録バージョン。上記アルバムバージョンをベースに新たにアレンジされた。4thベストアルバム『Very6 BEST』でも当バージョンが収録されている。2000年以降のライブ・テレビでは当バージョンを使用。
  - またアウトロがフェードアウトからカットアウトに変更された。
- WAになっておどろう（A LIGHT ANGLE MIX）
編曲：CHOKKAKU
- WAになっておどろう（FUNK DA SESAME MIX）
編曲：CMJK
- WAになっておどろう（ULTIMATE MIX）
編曲：星野靖彦
  - 以上の3バージョン（A LIGHT ANGLE MIX - ULTIMATE MIX）は、Coming Centuryのビデオ『SKY』と、20th Centuryのアルバム『ROAD』を同時購入、ビデオとアルバムそれぞれに封入されている応募券を1組にして応募すると、抽選でプレゼントされたCDシングル（CDケースは、キーホルダー型の特殊ケース）に収録。（品番はAVCS-10083）

### 収録アルバム
- NATURE RHYTHM（#1）
  - アルバムバージョンを収録。
- Very best（#1）
  - アルバムバージョンを収録。
- SUPER Very best（#1）
  - 別アルバムバージョンを収録。
- 『Very6 BEST』（#1, 2）
  - #1は別アルバムバージョンを収録。
  - #2は〈あなたのお名前入りスペシャルBOX盤〉のみ収録。

### 映像作品
- SPACE -from V6 Live Tour'98- （#1）
- Film V6 actII〜CLIPS and more （#1）
- VERY HAPPY!!! （#1,2）
- LIV6 （#1）
- LOVE&LIFE 〜V6 SUMMER SPECIAL DREAM LIVE 2003〜 （#1）
- 10th Anniversary CONCERT TOUR 2005 "musicmind"（#1）
- V6 LIVE TOUR 2007 Voyager -僕と僕らのあしたへ-（#1）
- 20th Century LIVE TOUR 2009 HONEY HONEY HONEY/We are Coming Century Boys LIVE Tour 2009 （#2）
- V6 ASIA TOUR 2010 in JAPAN READY?（#1）
- V6 LIVE TOUR 2015 -SINCE 1995〜FOREVER- （#1）
- The ONES （初回生産限定盤B #1）
- LIVE TOUR 2017 The ONES（#1）
- LIVE TOUR V6 groove（#1）

## ひまわりキッズ版
9月にひまわりキッズがカバーしたものがCDシングルとして発売された。タイトルは「WAになっておどろう〜ILE AIYE〜キッズ・バージョン」である。
この音源はキングレコードから発売される童謡集アルバムに収録されることがある。
1. WAになっておどろう〜ILE AIYE〜キッズ・バージョン
  - 作詞・作曲：長万部太郎
2. チュンチュンワールド 〜おげんきたいそう / 大和田りつこ、たいらいさお、岡崎裕美、柳田ヒロ、タンポポ児童合唱団
  - 作詞：森有栖香、作曲：赤坂東児

## その他のカバー
シングルとして発売されたもの以外にも、CD等では以下のアーティストらによって歌われている。
- 児玉国弘 - 日本コロムビア版カバー音源。タイトルは「WAになっておどろう 〜イレ アイエ〜」。日本コロムビアから発売された『みんなのうた』関連のアルバムに収録。例としては1999年発売の『NHKみんなのうたベスト WAになっておどろう 〜イレ アイエ〜/小さな木の実』など。
- 速水けんたろう『けんたろうとミクのワイワイキッズ けんたろうお兄さんのあそびうた』2000年発売、（ポニーキャニオン）
- 新座市立第三中学校合唱部、新西六郷少年少女合唱団 - 2002年11月18日発売『子供の歌(6) 楽しく歌おう』（キープ／日本クラウン、CD：TCD-506／カセット：TMC-506）収録
- TOKIO - 2004年9月1日発売のジャニーズ歴代ヒット曲のカバーアルバム『TOK10』でカバー。タイトルは「WAになって踊ろう」。V6のカバーであるため「カバー曲のカバー」。作曲者の角松敏生自身がプロデュース、コーラスとギターで参加。
- dream - 2004年12月8日発売のカバーアルバム『dream meets Best Hits avex』でカバー。タイトルは「ILE AIYE〜WAになって踊ろう〜」
- キグルミ - 2008年発売『キグルミのこどものうた』収録。タイトルは「WAになっておどろう 〜ILE AIYE〜」
- ROCO - 2012年発売『こどもじゃず その5』収録。タイトルは「WAになっておどろう」
- MAY'S - 2014年発売『VIVA!!! SUMMER COVERS 〜Dancin' In The Round〜』収録。タイトルは「WAになっておどろう 〜ILE AIYE〜 feat. Fatman Scoop, ハーフ芸人オールスターズ」。作曲者である角松と親交の深いMAY'Sによるカバー。"日本のブラジル"と言われている群馬県大泉町を舞台に、町長や町民も参加した「町おこしMusic Video」が制作された。

また2009年発売『えいごで歌おう!NHKみんなのうた』にはNHKのテレビ番組『えいごであそぼ』のスタッフによる英語カバー曲「Dancin' In The Round」が収録されている。(作詞：長万部太郎, Kay Zhongyuan, Judd Berlin、歌：ジェニー)
96猫『アイリス』収録

## CMへの起用
2010年4月28日から2011年4月11日まで、トヨタ・ノアのCM「カピバラの家族観察篇」「忘れモノ篇」にカバーが使われた。タイトルは「WAになって踊ろう」である。歌手は非公開、演奏は「デイブレイク」とされているが詳細は公開されていない。
2020年12月ごろより、ホンダ・NシリーズのCMに、先述の英語カバー曲「Dancin' in The Round」をさらにカバーした曲（歌手は非公開）が使われている。